# Janez Štirn
Janez Štirn (ur. 16 maja 1966 w Kranju) – jugosłowiański skoczek narciarski, wicemistrz świata juniorów z 1984.

## Puchar Świata w skokach narciarskich

### Miejsca w klasyfikacji generalnej
- sezon 1983/1984: -
- sezon 1984/1985: -
- sezon 1986/1987: 63
- sezon 1987/1988: -
- sezon 1988/1989: -
- sezon 1989/1990: -
- sezon 1990/1991: -
- sezon 1991/1992: -

## Mistrzostwa świata
- Indywidualnie
  - 1991 Val di Fieme (ITA) – 38. miejsce (normalna skocznia)

## Mistrzostwa świata juniorów
- Indywidualnie
  - 1984 Trondheim (NOR) – srebrny medal